# Place Henri-Dunant
La place Henri-Dunant est une voie du 4e arrondissement de la ville de Marseille. 

## Situation et accès
Située dans le quartier Saint-Charles, la place se trouve au pied du Palais Longchamp à la confluence de la rue Espérandieu, du boulevard Montricher et du boulevard Philippon.
Elle est accessible par :
- Longchamp
- Cinq-Avenues - Longchamp

## Origine du nom
Elle doit son nom à Henry Dunant, homme d'affaires humaniste suisse fondateur de la Croix-Rouge.